# 鄭漳
鄭漳（1489年—？），字世績，號東溟，福建福州府閩縣人，民籍，明朝政治人物。

## 生平
正德十一年（1516年）丙子科福建鄉試第五名舉人。正德十二年（1517年）聯捷丁丑科會試第二百八十九名，登第三甲第二百三十一名進士。吏部观政，授户部主事，升员外、郎中，嘉靖七年（1528年）出为廣東肇庆府知府，因被广东提学副使萧鸣凤笞打折辱，告病辞官，後改任山東登州府，尋升两淮盐运使。转广西右参政，改河南。时李默为吏部尚書，推荐郑漳历任江西按察使、广西布政使等職，入为應天府府尹。嘉靖三十年（1551年）六月升南京刑部右侍郎，李默被革职後，三十一年六月郑漳因老病被弹劾，被令致仕。

## 家族
曾祖鄭亮，曾任戶部主事；祖父鄭垍，曾任壽官；父鄭伯和，曾任州學正。母邵氏。具庆下。兄鄭澄。弟鄭瀾。